# Рогожа
Рого́жа, Рого́за или Рогоза́, Циновка, Берестовка — грубая хозяйственная ткань, сплетённую из мочала, при рогожном промысле. 
Рогожный ткач, торговец ею — рого́жник. Ткали рогожи в рого́жной избе, в мастерской, она же называлась рогожница либо рого́жная. В различных странах (краях) России такая ткань также называлось дерюга, рубище, рядно́, ре́дно, торпище, вретище, вере́тье, вато́ла, буйно́ и так далее.

## История
Рогожа первоначально производилась из волокон рогоза, а затем из луба старых лип (мочала), соответственно в тех местностях (краях, странах), в которых находилось их естественное распространение, отсюда и появились рогожный или мочальный промыслы которые занимали много рабочих рук местного населения. Из такой ткани изготавливались кули (рогожные мешки, большой рогожный куль — рогозина), половики, грубая упаковочная плетёная ткань из мочала и так далее. 
В местах, где росли липы, крестьяне в определённое время года заготовляли лубьё и мочала. Из лыка вили верёвки, из мочала плели попоны и рогожи. Для изготовления рогожи заготовлялось (надиралось) липовое лубьё. Затем лубьё месяц замачивалось в воде. И только после этого можно было приступать к выделке рогож и кулей. Особых приспособлений (станков, рам) для вязки не требовалось, всё делалось вручную. Из готовых мочал один человек вязал в среднем две стандартные на то время рогожи в день. В давние времена частой была поговорка: «Велика рогожа, да носить её негоже».
Мочальный промысел вёлся в основном кустарями, но было и фабричное производство, так в 1892 году было зарегистрировано 51 фабричное заведение для выделки рогож и кулей, с производством свыше 4 000 000 штук в год, на сумму 373 700 рублей.

## Виды и типы
Рогожа высшего разбора, перекрестной ткани, частая рогожа чистой работы, из сученых мочал, особой ткани — Циновка или рядная рогожа (сотканная из скрученных волокон мочала, вес сотни — 17 — 20 пудов). 
Затем шли сорта:
- парусная рогожа, парусо́вка (разбор (род, сорт, вещь известного качества[10]) ветлужских рогож)[11] — четыре аршина длиной (16 четвертей[12] длины), два аршина шириной (8 четвертей ширины), 6 фунтов весу;
- парная — 31/2 аршина 13/4 аршина 8 фунтов, вес сотни около 8 пудов[3];
- цевочная — три аршина, 13/4 аршина, 6 фунтов;
- карточная, нулевая — по 21/3 аршина кругом, пять фунтов;
- кулевая — 13 четвертей длины, 7 четвертей ширины;
- были ещё сорта (разборы): рядные, боковки, крышечные (крышечная или таевка — 12 четвертей длины, 6 четвертей ширины[3]), табачные, полуторки, берестовки и прочие.